# Nummio Emiliano Destro (prefetto del pretorio)
Nummio Emiliano Destro (in latino: Nummius Aemilianus Dexter; fl. 379-395) è stato un politico romano di età imperiale, legato all'imperatore suo conterraneo Teodosio I.

## Biografia
Figlio del vescovo di Barcellona Paciano, Destro fu proconsole d'Asia da 379 al 387, dove probabilmente aveva seguito lo spagnolo Teodosio I. In tale veste dedicò una statua in Efeso a Teodosio il vecchio, padre dell'imperatore.
Nel 387 divenne comes rerum privatarum della corte orientale; dopo la fine del suo incarico proconsolare, alcuni asiatici gli dedicarono una statua nella sua città d'origine.
Nel 395, dopo la morte di Teodosio, fu Prefetto del pretorio d'Italia (attestato in carica tra marzo e novembre).
Fu un cristiano zelante; scrisse alcune opere storiche, che ispirarono Sofronio Eusebio Girolamo a comporre il De viris illustribus, opera dedicata a Destro e celebrante anche suo padre Paciano.